# Schaan
Schaan (Dialekt: Schaa) ist eine Gemeinde und ein Dorf im Oberland des Fürstentums Liechtenstein. Schaan verfügt über vier Exklaven – es ist somit eine fünfgeteilte Gemeinde – sowie zwei Enklaven, die jeweils zu Vaduz und Planken gehören. Mit 6038 Einwohnern (2019) ist sie die bevölkerungsreichste Gemeinde im Fürstentum und stellt einen wichtigen Verkehrsknotenpunkt und Industriestandort des Landes dar.

## Geographie
Schaan ist die nördlichste Gemeinde des liechtensteinischen Oberlandes. Die beiden alten Dorfteile bei der Kapelle St. Peter und bei der Pfarrkirche St. Laurentius (St. Lorenz) liegen auf einem nach Westen in die Rheinebene auslaufenden Rüfeschutthügel des Dreischwesternmassivs.
Schaan grenzt im Süden an den Hauptort Vaduz, im Osten an Planken und Triesenberg sowie im Norden an die Gemeinden Eschen und Gamprin. Im Westen bildet der Rhein die natürliche Grenze zur Schweiz, im Osten wird der Ort von der Bergkette Drei Schwestern beherrscht.
Schaan besitzt vier Exklaven. Brunnenegg und das Plankner Neugrütt sind zwei steile Waldparzellen auf Oberplanken beziehungsweise östlich über Planken. Die beiden Exklaven Gritsch und Guschg/Valorsch werden alpwirtschaftlich genutzt. Die Enklave Wes gehört zur Gemeinde Planken, die Enklave Forst zu Vaduz.

### Alpen

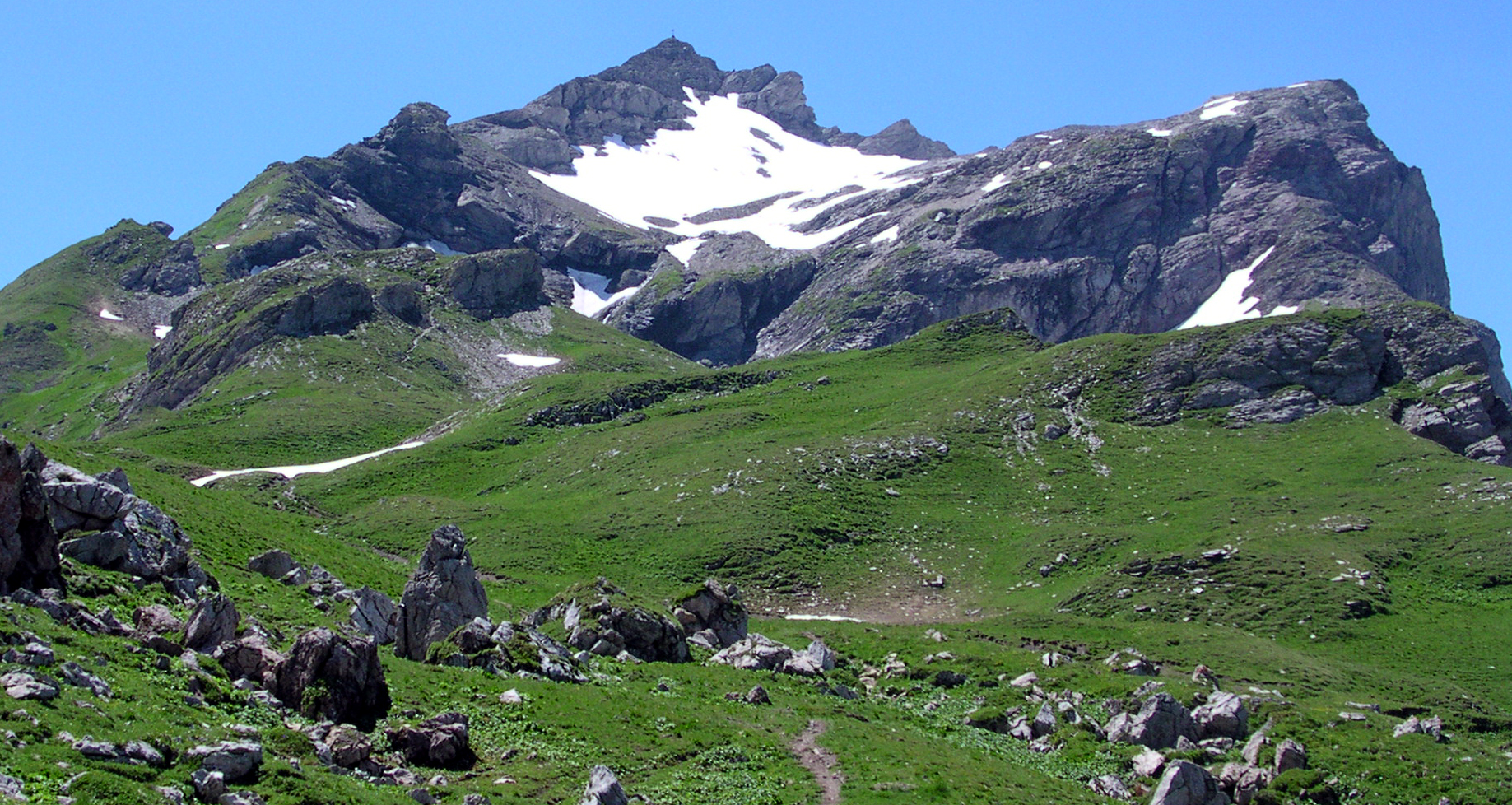
Die Alp Gritsch reicht bis zum Naafkopf

Die Alp Gritsch liegt im südlichen Saminatal östlich oberhalb der Triesner Alp Valüna. Gritsch ist die höchstgelegene Liechtensteiner Alp und reicht bis zum Naafkopf auf 2570 m ü. M. Sie wurde vermutlich bereits im 14. Jahrhundert vom Kirchspiel Schaan-Vaduz erworben. Ein Schiedsbrief aus dem Jahr 1503 teilte die Nutzung der Alpen Gritsch und Guschg unter den beiden Schaaner Dorfteilen auf. Gritsch wurde dem Dorfteil St. Lorenz, Guschg dem Dorfteil St. Peter zugeteilt.

1935 wurde auf dem Gebiet der Alp Gritsch die Pfälzerhütte errichtet. 1940 fand man auf Gritsch eine im 3. oder 2. Jahrhundert v. Chr. hergestellte Lanzenspitze. Bis ins 20. Jahrhundert besassen die Genossenschaft Gritsch und auch Guschg in Schaan eine eigene Sennerei. Seit 1960 wird nur noch Galtvieh auf Gritsch gesömmert.
Die Kuhalp Guschg befindet sich am östlichen Fuss des Schönbergs und gehörte ursprünglich zum Kirchspiel Frastanz. 1361 erwarb das Kirchspiel Schaan-Vaduz die Alp von mehreren Eigentümern, die u. a. aus Frastanz, Planken und Rankweil stammten. Wohl schon vor 1503 wurde die Alp von den Bewohnern des Dorfteils St. Peter genutzt.

1922 kaufte die Alpgenossenschaft Guschg von Fürst Franz Josef II. ein auf Sass gelegenes Jagdhaus. Es gehört zusammen mit der Alp Guschg zum Hochjagdrevier Sass, das an Private verpachtet wird.
An Guschg grenzt Valorsch mit den Alpen Vorder-, Mittler- und Hintervalorsch. Wegen eines Streits zwischen Vaduz und Schaan wurde 1643 Hintervalorsch abgetrennt. Vorder- und Mittlervalorsch gehören seither zu Schaan, Hintervalorsch zu Vaduz.
| Alp             | Herkunft des Namens                                              | Eigentümerin              | Fläche insgesamt | produktive Weidefläche | Alpgebäude                                                     | Quelle      |
| --------------- | ---------------------------------------------------------------- | ------------------------- | ---------------- | ---------------------- | -------------------------------------------------------------- | ----------- |
| Gritsch         | alträt.rom. alp grialits (Widderalp) (?)                         | Alpgenossenschaft Gritsch | 341,6 ha         | 106 ha                 | 1897 m ü. M.                                                   | [ 4 ]       |
| Guschg          | von rät.rom. cusch(a) (Baumstrunk) (?), abgeleiteter Rodungsname | Alpgenossenschaft Guschg  | 449,8 ha         | 132 ha                 | Guschg: 1713 m ü. M. Sass: 1646 m ü. M. Stachler: 1440 m ü. M. | [ 5 ] [ 7 ] |
| Vordervalorsch  | rät.rom. val uors (Bärental)                                     | Alpgenossenschaft Guschg  | 135,5 ha         | 28 ha                  | 1371 m ü. M.                                                   | [ 6 ]       |
| Mittlervalorsch | rät.rom. val uors (Bärental)                                     | Alpgenossenschaft Gritsch | 175 ha           | 44 ha                  | Under Hötta: 1380 m ü. M. Ober Hötta: 1579 m ü. M.             | [ 6 ]       |

## Geschichte
Archäologische Funde haben gezeigt, dass Schaan seit über 6000 Jahren besiedelt ist.
Im Jahr 15 v. Chr. eroberten die Römer unter Augustus das Gebiet des heutigen Fürstentums Liechtenstein und errichteten die römische Provinz Raetia. Im 1. Jahrhundert n. Chr. wurde die Heeresstrasse Mailand–Bregenz erstellt, die über die Luzisteig entlang des rechten Rheinufers verlief, sodass auch in Schaan römische Bauwerke errichtet worden sind. Ebenfalls aus dem 1. Jahrhundert n. Chr. stammen zwei römische Legionärshelme, die 1887 bei Grabarbeiten oberhalb von Dux gefunden wurden und wohl als Weihegaben der zwei römischen Legionäre Publius Cavidius Felix und Numerius Pomponius, deren Namen auf den Helmen eingeritzt sind, hier vergraben wurden. Sie befinden sich heute in den Museen von Bregenz und Zürich. Das bedeutendste römische Gebäude auf Gemeindeboden ist ein im Talgrund angelegtes Kastell, das zum Schutz gegen die immer häufiger werdenden alemannischen Einfälle errichtet worden war. Überreste seiner Grundmauern und des Torturms sind bei der St.-Peters-Kirche wieder sichtbar (756969 / 225689). Ein Baptisterium aus dem 5. Jahrhundert, das bei Grabungen im Innern dieser Kirche gefunden wurde, lässt auf eine frühe Christianisierung schliessen. Des Weiteren entstand «Auf Krüppel» oberhalb von Schaan, am Berghang der Dreischwestern-Kette, auf einem Felssporn mit einem kleinen Plateau (60 × 30 Meter) eine befestigte spätrömische Höhensiedlung (758890 / 225730). Bei Ausgrabungen fanden sich dort auch ältere Siedlungsspuren aus prähistorischer Zeitstellung sowie eine Nutzungsphase im 7./8. Jahrhundert.
Im 6. Jahrhundert lässt sich keine Wohnsiedlung fassen. Das Kastell und die Höhensiedlung auf dem Krüppel scheinen nicht mehr in Nutzung zu sein, nur einige beigabenlose Bestattungen befinden sich auf dem Gebiet des Kastells, könnten aber auch mit der Kirche St. Peter im Zusammenhang stehen.
Fernkontakte in den süddeutschen Raum dokumentieren im 7. Jahrhundert zwei Gräber beim Gräberfeld «Im Specki» (Grab 2 und Grab 5). Sie heben sich zudem ab durch ihren allgemeinen Beigabenreichtum. Zu der Zeit lässt sich durch die Beigabensitte in Gräbern auch eine Nutzung des Gebiets um die heutige Kirche St. Laurentius feststellen, während die Nutzung um die Kirche St. Peter weitergeht. Das Historische Lexikon kreiert daraus zwei getrennt voneinander lebende Bevölkerungsschichten. Die romanisierten Räter hatten ihr Zentrum beim St. Peter, während die alemannische Bevölkerung im Gebiet der Specki siedelte. Beide Kirchen können nicht früher datiert werden als ihre erste schriftliche Erwähnung im 13. bzw.  14. Jahrhundert.
Zum ersten Mal urkundlich erwähnt wurde «Scana» in der Mitte des 9. Jahrhunderts in einer Zusammenstellung der kaiserlichen Güter. 965 ging Schaan im Ausgleich auf den Verzicht der Insel Ufenau als Schenkung Ottos des Grossen an das Damenstift Säckingen.
| Jahr      | 1584 | 1812 | 1901 | 1930 | 1945 | 1991 | 2000 | 2010 2 | 2017 3 | 2022 2 |
| Einwohner | 393  | 715  | 917  | 1464 | 2048 | 5035 | 5454 | 5799   | 6039   | 6049   |

## Wappen
| Wappen von Schaan | Das Wappen von Schaan zeigt vorne ein blaues und hinten ein rotes Feld, die durch einen senkrechten silbernen Streifen getrennt sind. Im blauen Feld ist eine goldene Ähre zu sehen als Zeichen für die Landwirtschaft, im roten Feld ein vierfach gewellter silberner Streifen, der den Rhein symbolisieren soll. Die Farben Blau und Rot sind die Landesfarben von Liechtenstein. Das Wappen in dieser vereinfachten Form wurde am 26. November 1948 durch Fürst Franz Josef II. verliehen und ersetzt das ähnliche, aber differenziertere Wappen, das am 12. Juni 1938 von Prinzregent Franz Josef verliehen worden war. Die Aufteilung Blau-Silber-Rot ist 2/5 – 1/5 – 2/5. |

## Infrastruktur

### Verkehr

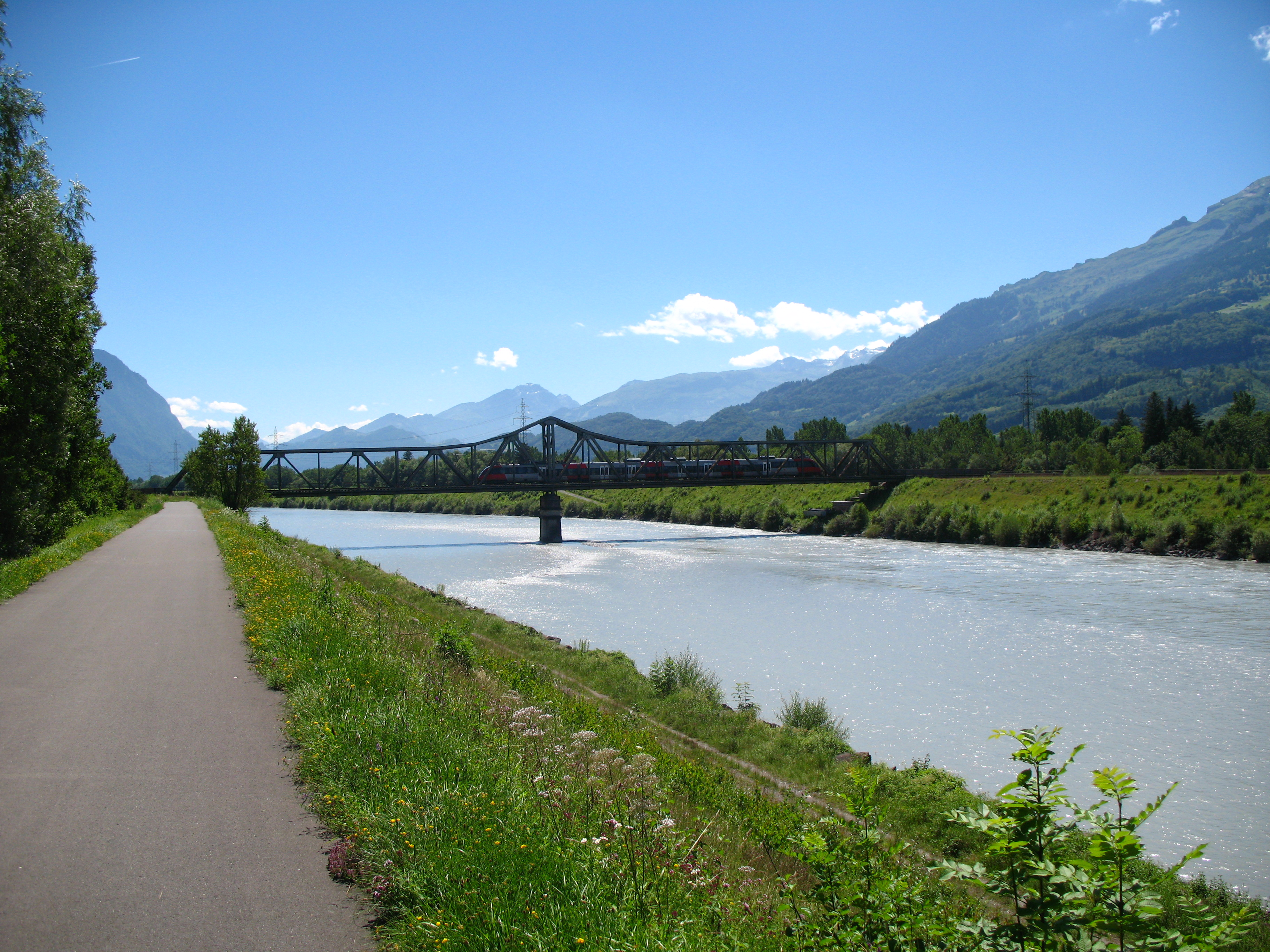
Eisenbahnbrücke Buchs SG–Schaan

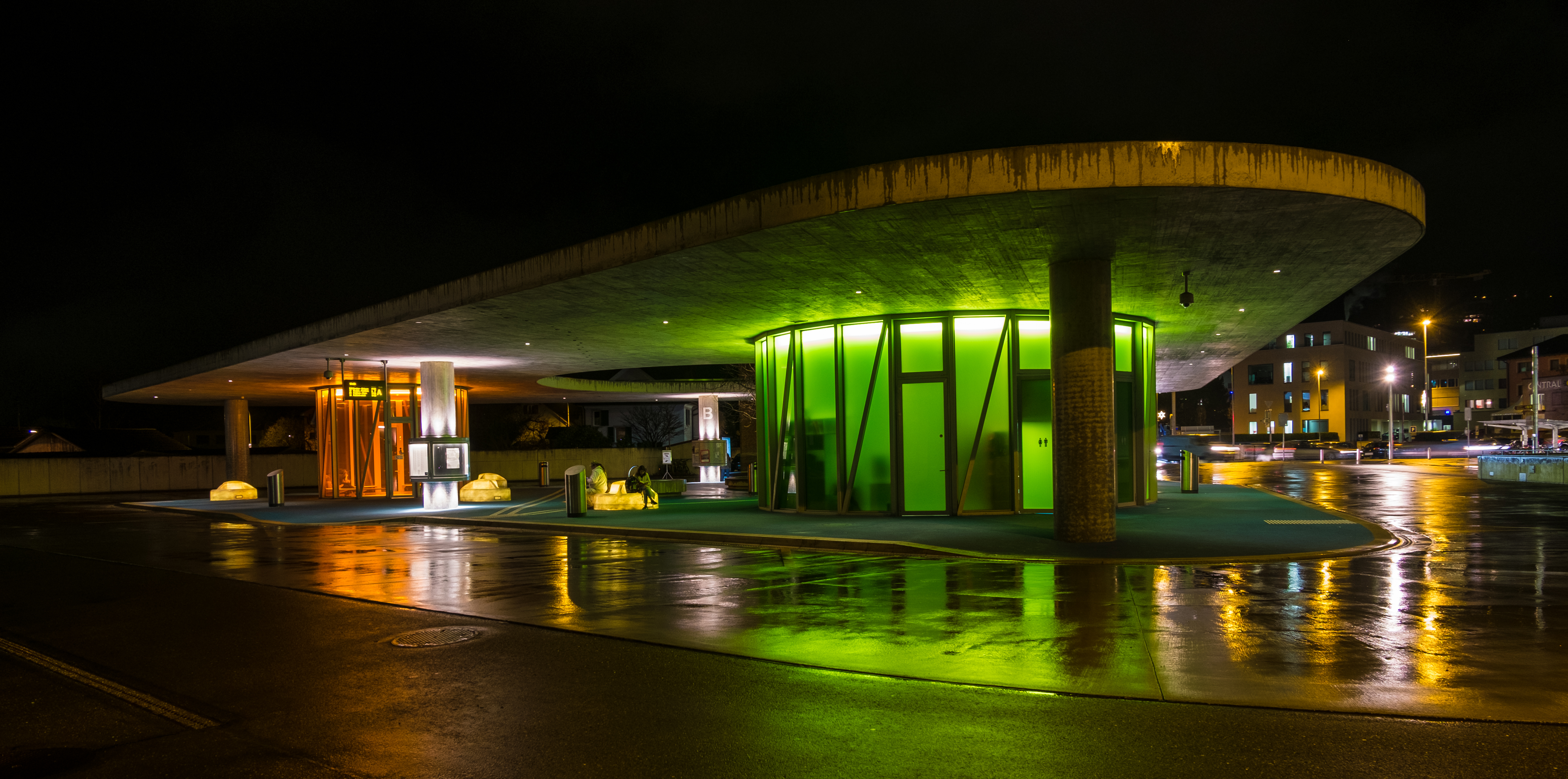
Busbahnhof

Liechtenstein selbst besitzt keine Autobahnen, allerdings führt die Schweizer A13 entlang der linken Rheinseite. Schaan verfügt mit der Autobahnausfahrt in der St. Galler Gemeinde Buchs über einen Autobahnanschluss in unmittelbarer Nähe.
In Schaan befindet sich der Bahnhof Schaan-Vaduz an der durch die Österreichischen Bundesbahnen betriebenen Bahnstrecke Feldkirch–Buchs, die auch von der Montafonerbahn befahren wird.

Mit dem Projekt S-Bahn FL.A.CH sollte das Angebot des Regionalverkehrs auf der Bahnstrecke Feldkirch–Buchs ausgebaut werden. Ein wichtiges Ziel war es u. a., Arbeitspendler von Österreich nach Liechtenstein zum Umsteigen auf die Bahn zu bewegen. Vorgesehen war ein Halbstundentakt zu den Hauptverkehrszeiten. Dies hätte aber einen Doppelspurausbau im Raum Tisis–Nendeln vorausgesetzt. Im Jahr 2015 stoppte die Regierung das Projekt einer S-Bahn FL.A.CH wegen Unstimmigkeiten in der Finanzierung.
Schaan gilt für den öffentlichen Busverkehr, der von Verkehrsbetrieb LIECHTENSTEINmobil betrieben wird, als wichtigste Drehscheibe im Fürstentum Liechtenstein.

### Bildung
- Die Gemeindeschulen Schaan bestehen aus sieben Basisstufen (Kindergartenstufe 1 & 2 und 1. Klasse) an fünf Standorten, die im altersdurchmischten System unterrichtet werden, sowie vier Klassenstufen, die entweder zwei- oder dreizügig geführt werden. Seit dem Schuljahr 2008/2009 wird auch eine Tagesschule geführt.

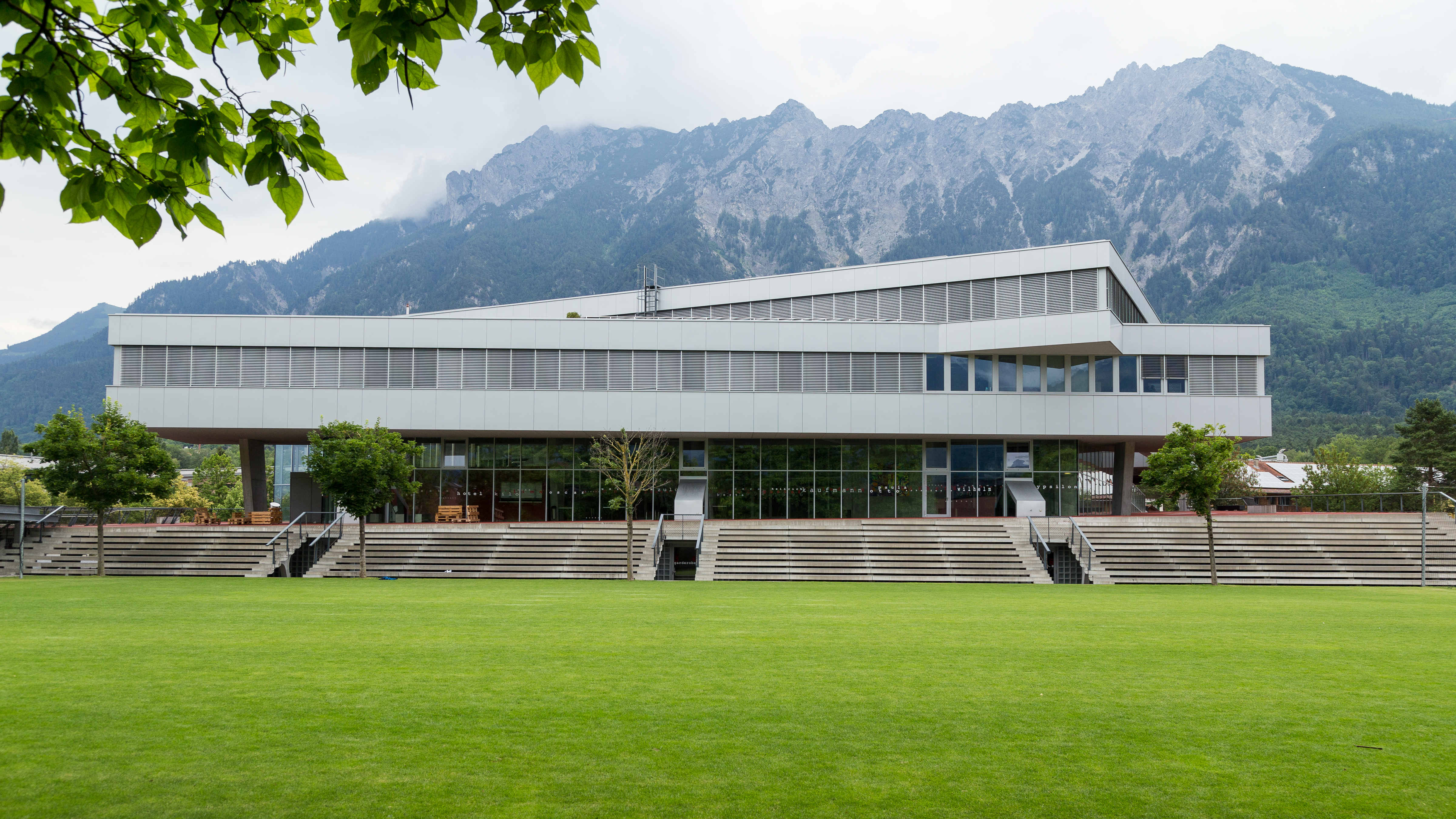
Schulzentrum Mühleholz II

- Weiterführende Schulen sind in Schaan die Realschule Schaan und – am gleichen Standort – die Sportschule Liechtenstein.
- Schon auf Vaduzer Gebiet, aber praktisch an der Gemeindegrenze befindet sich das Schulzentrum Mühleholz, in dem sich sowohl die Realschule Vaduz und die Oberschule Vaduz (Schulzentrum Mühleholz 2) als auch das Liechtensteinische Gymnasium (Schulzentrum Mühleholz 1) befinden.
- Ein weiteres schulisches Angebot besteht in der Waldorfschule Liechtenstein, die seit 1985 besteht; hier erfahren Kinder vom Kindergartenalter bis zur 9. Klasse Erziehung und Bildung nach den Grundsätzen von Rudolf Steiner. Die Schüler kommen aus Liechtenstein und den Nachbarländern Österreich und Schweiz.
- Die Tagesschule am Heilpädagogischen Zentrum (HPZ) ist für Kinder eingerichtet, die aufgrund ihrer Entwicklung besonderen Förderbedarf haben.
- Die Stein Egerta Anstalt ist in Schaan die Institution für Erwachsenenbildung. In jährlich etwa 700 Kursen wird ein breites Spektrum von Bildungs- und Weiterbildungsmöglichkeiten geboten. Auch das Betriebliche Weiterbildungsinstitut der Wirtschaftskammer Liechtenstein (WKL) führt berufliche Weiterbildungsveranstaltungen und -kurse durch.

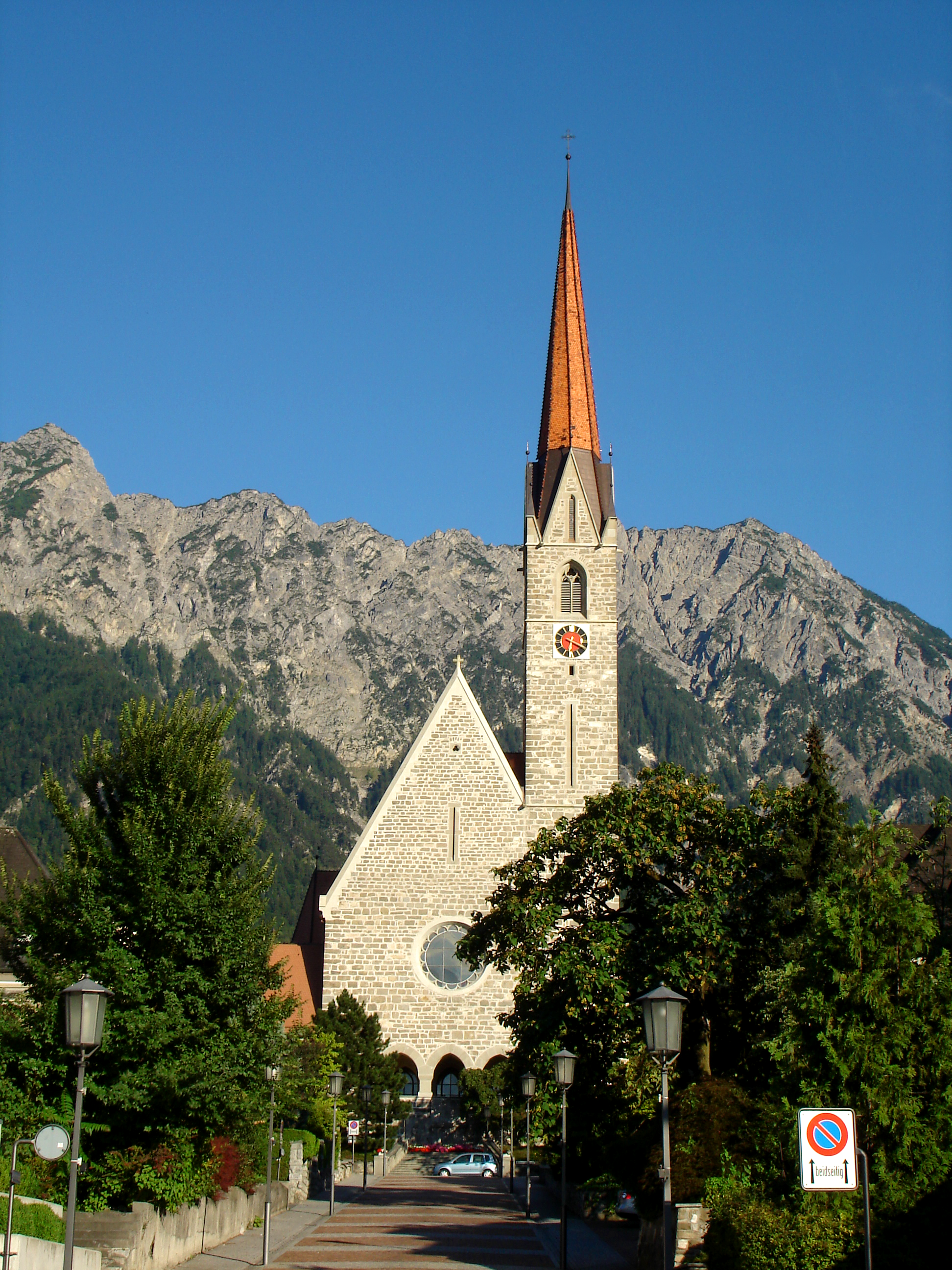
Pfarrkirche St. Laurentius

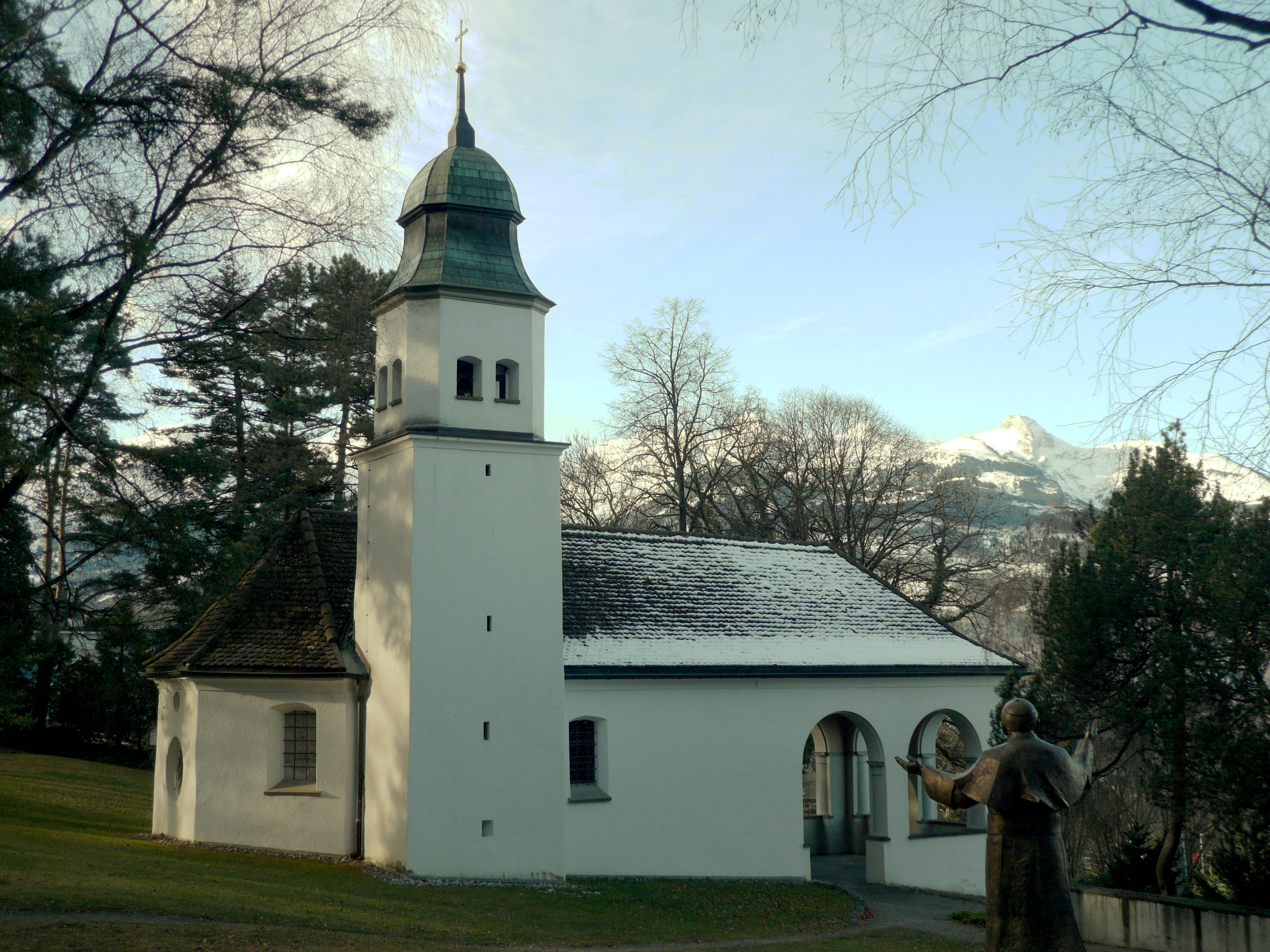
Kapelle in Dux

## Kultur und Sehenswürdigkeiten

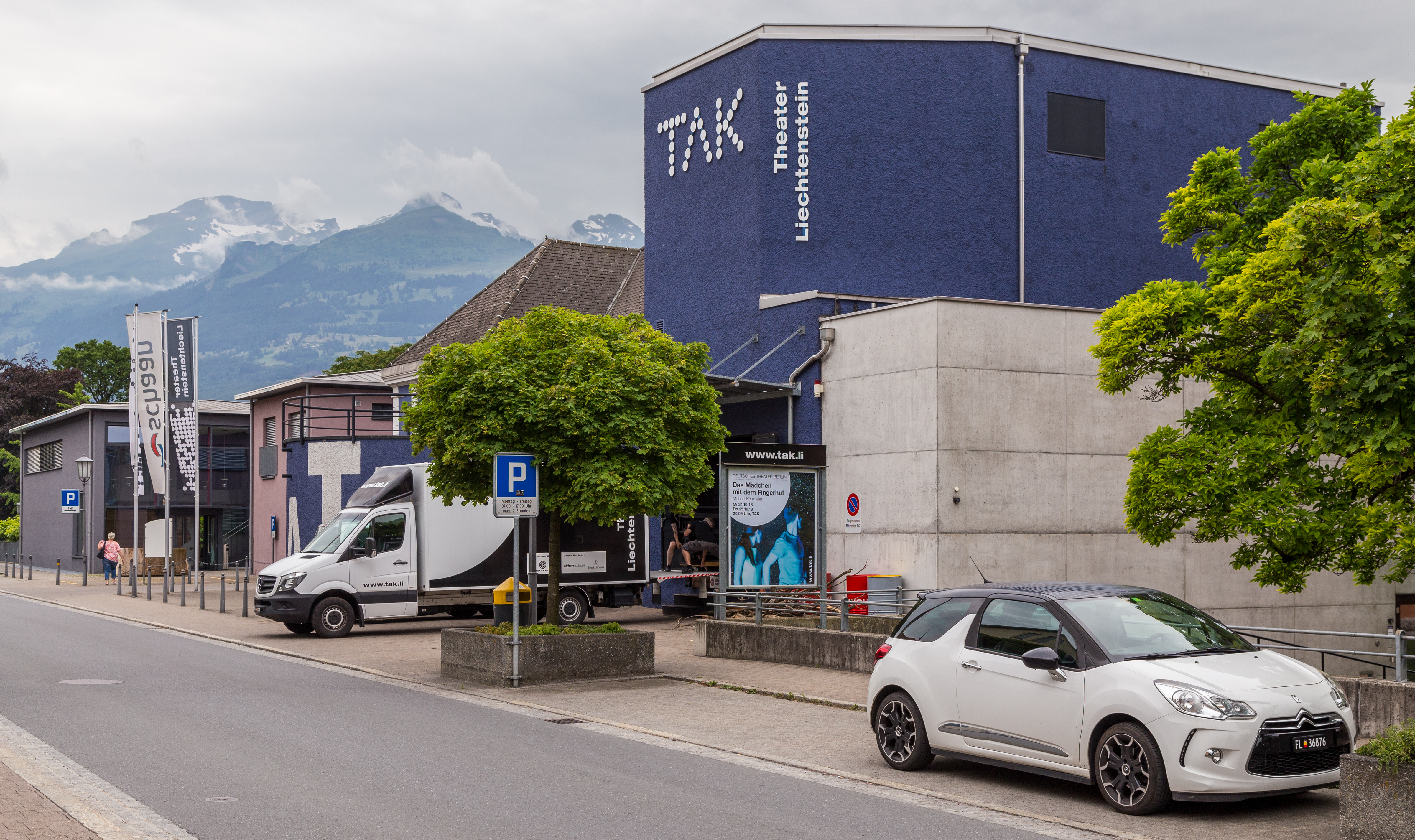
TAK Theater Liechtenstein

- Die Pfarrkirche St. Laurentius wurde im Jahr 1893 eingeweiht. Der Kirchturm erreicht eine Höhe von 81 Metern und besitzt seit 1968 insgesamt sechs Kirchenglocken. Finanziert wurde die Kirche rund zur Hälfte durch den damaligen Fürsten Johann II., zu dessen Ehren ein Denkmal an der Westseite der Kirche errichtet wurde. In den Jahren 2003 bis 2005 wurde die Kirche umfassend renoviert.
- Römisches Kastell: Im 1. Jahrhundert n. Chr. wurde die Heeresstrasse Mailand–Bregenz angelegt, die auch durch die heutige Gemeinde Schaan führte. Zeuge davon ist ein im 4. Jahrhundert erbautes römisches Kastell, das zur Grenzsicherung des römischen Reiches errichtet worden war. Das Kastell hatte einen quadratischen Grundriss mit einer Seitenlänge von rund 60 Metern und besass neben vier Ecktürmen auch einen Mittelturm an der Südseite und einen Torturm im Norden. Heute noch erhalten sind Teile der Grundmauern und Überreste des Torturmes.
- Kapelle St. Peter: Anhand der Ausgrabungen 1958 lassen sich zwei Vorgängerbauten beschreiben: Eine Saalkirche mit angebautem Baptisterium. Dieser Bau dürfte unmittelbar nach Aufgabe des Kastells unter Verwendung einiger Mauern des Kastells errichtet worden sein. Im Baptisterium wurde auch eine Begräbnisstätte ergraben. Im 9./10. Jahrhundert wurde der Kirchsaal durch Verkleinerung der Taufkapelle erweitert und ein Sakristeianbau südlich des Chors angefügt. Erwähnt wurde die Kirche erstmals 1298.[20] Die heutige Kirche ist spätgotischer Herkunft und stellte früher die Pfarrkirche der Gemeinde dar.[21]
- Die Kapelle St. Maria zum Trost auf Dux (Duxkapelle) mit barockem Marienaltar wurde auf Fundamenten einer früheren Kapelle im Jahr 1716 errichtet. Später wurde sie mit Turm und Vorhalle ergänzt und 1997/1998 grundlegend restauriert.
- Das Kloster St. Elisabeth entstand in den Jahren 1934/1935. Von 1942 bis 1946 führte das Schwesterkloster ein Mädchengymnasium und von 1946 bis 1976 eine Höhere Töchterschule. Seit 1976 ist in den Räumlichkeiten des Klosters eine Realschule ansässig.
- Die Baugeschichte der Alten Pfarrkirche St. Laurentius ist bis heute nicht geklärt. Der Turm, der heute das einzige noch stehende Gebäudeteil ist, wurde wahrscheinlich schon im 12. Jahrhundert errichtet. Im Jahr 1900 wurde nach der Einweihung der neuen Pfarrkirche die Kirche bis auf den Turm abgebrochen.
- Die Friedhofskapelle St. Johannes ist eine Aussegnungshalle auf dem Schaaner Friedhof, die 1934 nach Plänen des Architekten Erwin Hinderer errichtet wurde. Dort befindet sich auch eine Gedenktafel für die Gefallenen und Vermissten des Ersten Weltkriegs.
- Das Rathaus der Gemeinde Schaan befindet sich in einer ehemaligen Schule. Das Gebäude wurde in den Jahren 1844 bis 1846 errichtet und diente bis 1975 als Schulgebäude. Seither sind im Gebäude die Gemeindeverwaltung sowie das Gemeindemuseum untergebracht. Der Turnhallenanbau wurde viele Jahre als Rathaussaal genutzt, mit der Erstellung des SAL (siehe unten) wurde er als Kleiner Saal in diesen integriert.
- Im TAK Theater Liechtenstein (TAK bzw. früher TaK steht für Theater am Kirchplatz, den früheren Namen des Theaters) werden vielfältige kulturelle Veranstaltungen geboten: Schauspiel, Konzert, Ballett, Tanztheater, Pantomime, Jazz, Chanson, Kabarett, Puppenspiel, Kinder- und Jugendtheater.
- Das Dorfmuseum (domus) ist ein Museum und eine Galerie der Gemeinde Schaan im Rathaus, das in Wechselausstellungen künstlerische Werke aus der Region und die Geschichte Schaans zeigt.
- Der Saal am Lindaplatz (SAL) wurde im Jahr 2010 eröffnet und bietet auf rund 2200 Quadratmetern Platz für verschiedene Anlässe. Es werden zum einen Veranstaltungen durch die Gemeinde selbst organisiert, anderseits kann er von Drittpersonen für eigene Veranstaltungen gemietet werden.[22]
- Der Turm auf Dux ist ein im Bau befindlicher Aussichtsturm. Bei Fertigstellung soll der Turm 35 Meter erreichen.[23]

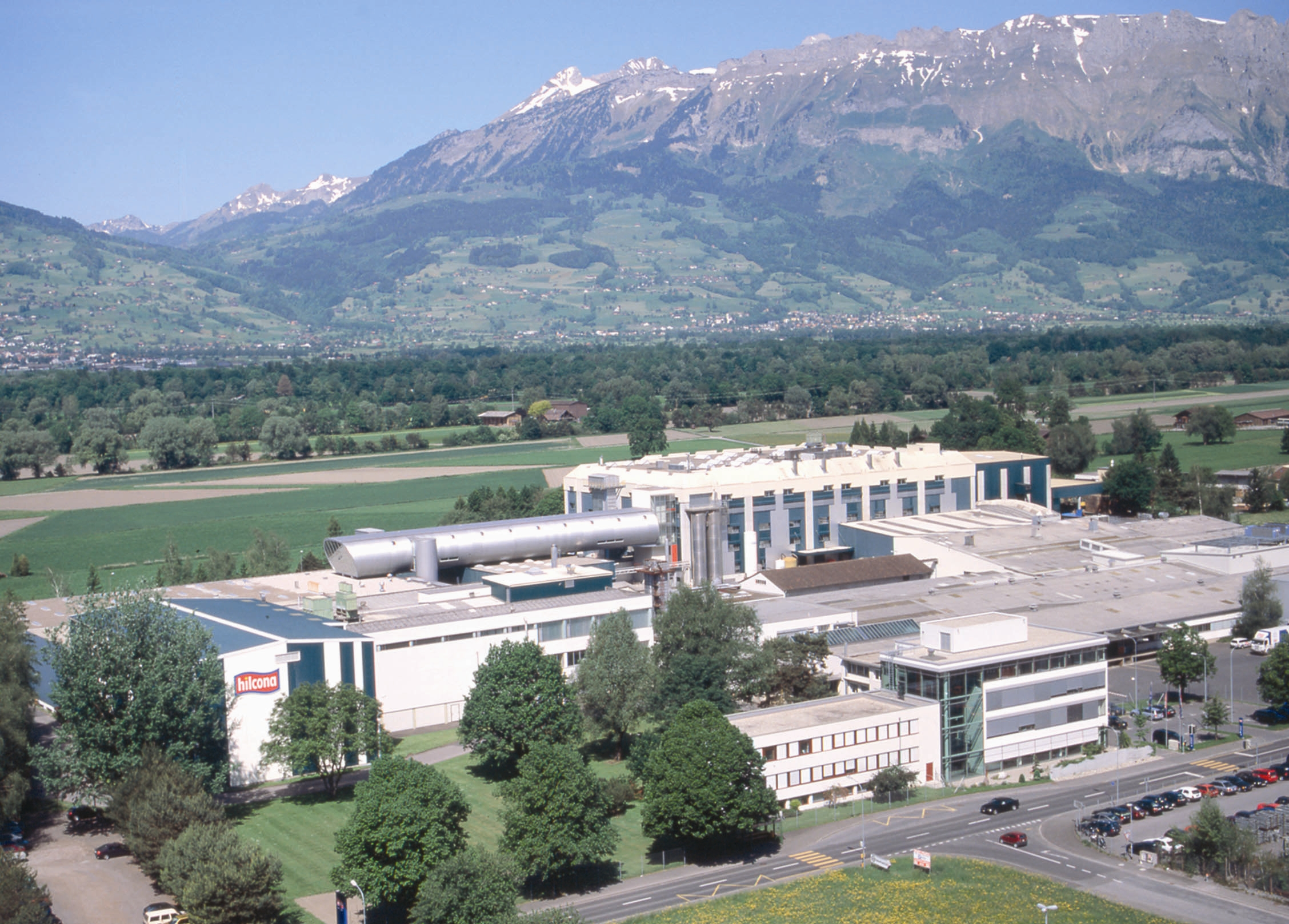
Hauptsitz der Hilcona AG

## Wirtschaft
Mit über 9000 Arbeitsplätzen in rund 875 Unternehmen ist Schaan ein wichtiger Wirtschaftsstandort für die ganze Region.
In Schaan haben u. a. die Hilti AG, die Hilcona AG und die Ivoclar Vivadent AG ihren Stammsitz. Zudem ist die grösste Bierbrauerei im Fürstentum Liechtenstein (Liechtensteiner Brauhaus) in Schaan zu finden. Das Verteilerzentrum und der Sitz der Liechtensteinischen Post befinden sich ebenfalls in Schaan.
Schaan ist auch Sitz der Wirtschaftskammer Liechtenstein sowie Standort der Liechtensteinischen Industrie-, Handels- und Gewerbeausstellung (LIHGA).

## Politik
Gemeindevorsteher von Schaan ist seit 2003 Daniel Hilti (VU). Bei der Gemeindewahl am 5. März 2023 wurde er mit 83,2 % der gültigen Stimmen im Amt bestätigt.  2019 war er mit 84,4 % der gültigen Stimmen gewählt worden.
Der Gemeinderat besteht aus zwölf Sitzen (ohne Vorsteher) und setzt sich seit den Gemeindewahlen vom 5. März 2023 so zusammen:
- 6 Abgeordnete der Fortschrittlichen Bürgerpartei (FBP)
- 5 Abgeordnete der Vaterländischen Union (VU)
- 1 Abgeordneter der Freien Liste (FL)

Damit hat sich die Sitzverteilung gegenüber 2019 leicht geändert: Die Unabhängigen (DU) sind nicht mehr im Gemeinderat vertreten, der Sitz ging an die FBP. Die Stimmbeteiligung lag bei 67,3 % (2019: 71,4 %).

## Persönlichkeiten
- Karl Wilhelm Schlegel (1828–1900), Arzt und Politiker
- Tobias Jehle (1885–1978), Bauunternehmer und Politiker
- Adolf Buck (1896–1952), Fotograf
- Alexander Frick (1910–1991), Politiker
- Rosa Wachter (1911–1972), tätig in der Landesfürsorge
- Adolf Schreiber (1913–1983), Radsportler
- Toni Hilti (1914–2006), Unternehmer
- Gustav Kaufmann (1918–2015), Sportschütze
- Alfred Hilbe (1928–2011), Politiker
- Bertram Seger (1929–1978), Radrennfahrer
- Klaus Wanger (* 1941), Politiker
- Gerta Keller (* 1945), Geologin
- Gilbert Kaiser (* 1949), Sportschütze
- Willi Frommelt (* 1952), Skirennfahrer
- Roman Hermann (* 1953), Radrennfahrer
- Paul Frommelt (* 1957), Skirennfahrer
- Sigmund Hermann (1959–2014), Radsportler
- Doris Frick (* 1963), Botschafterin in Bern
- Peter Hermann (* 1963), Radsportler
- Sabine Dünser (1977–2006), Sängerin und Musikerin
- Ivan Quintans (* 1989), Fussballspieler
- David Hasler (* 1990), Fussballspieler